# 2019-es európai parlamenti választás Franciaországban
A kilencedik, 2019-es európai parlamenti választásra Franciaországban május 26-án került sor. Franciaország 79 európai parlamenti (EP) képviselőt választott. Ez 2 változást jelent 2014-es választásokhoz képest: a képviselők száma 5-tel több, és a korábbi 8 választási körzet helyett Franciaország is egy egységes választási körzetté vált.

## Választások ideje
Az európai választások időpontját szabályzó előírások szerint öt évente az Unió összes országában egy hétvégén kell, csütörtök és vasárnap közötti időben lebonyolítani. Ezek 2019-ben május 23. és 26. közötti napok. A francia hagyományok szerint a választásokat vasárnap tartják így lett a franciaországi választás időpontja május 26-a. Franciaország tengeren túli területein a választásokra május 25-én kerül sor.

## Választási szabályok
A választásokra az európai szabályoknak megfelelően arányos képviseleti rendszerben (listás választás) kerül sor. Minden választáson résztvevő párt a rá leadott szavazatok arányában szerez mandátumokat. Franciaországban a magyarországival azonos 5%-os bejutási küszöb van.  Miután az EU április 10-én a Britek Unióból történő kilépésének határidejét október 31-re halasztották Franciaországban a választásokat követően csak a korábbi szabályok szerint választható 74 képviselő kapja meg mandátumát 5-en virtuális európai uniós képviselők lesznek a britek végleges kiválásáig. 

## Listaállítás
Franciaország Belügyminisztériuma május 4-én hozta nyilvánosságra a hivatalos közlönyben (Journal officiel de la République française-ban) a hivatalos választási listákat. A 2019-es európai parlamenti választásra 33 párt állított listát. Ez a listák számát illetően rekord, minden idők legtöbb pártlistája Franciaországban. A 33 párt listáin 2607 jelölt szerepel.